# Зграда старе Главне железничке станице у Београду
Зграда старе Главне железничке станице је монументално здање на Савском тргу у Београду, које је од 1884. до 2018. године служило као главна железничка станица у граду. Изграђена је по плановима архитекте Драгутина Драгише Милутиновића и има статус споменика културе од великог значаја. Након затварања за железнички саобраћај, зграда је у процесу реконструкције и адаптације у простор Историјског музеја Србије.

## Историјат изградње
Изградња зграде је директно повезана са подизањем прве железничке пруге у Кнежевини Србији, на релацији Београд—Ниш. Зграда је грађена између 1882. и 1885. године, по узору на станице великих европских земаља, у духу академизма. Архитектонском композицијом доминира средишњи класицистички ризалит главног улаза, надвишен троугаоним тимпаноном.
Место где је подигнута, некада мочварни и неугледни предео познат као Циганска бара, а касније Бара Венеција, одабрано је због близине Сави и потребе за изградњом луке.

## Функција кроз време

### Отварање и рад станице
Први воз са ове станице кренуо је ка Земуну уз велике дворске почасти, 20. августа (по старом календару, 1. септембра по новом) 1884. године. Први путници били су краљ Милан, краљица Наталија и престолонаследник Александар Обреновић, на путу ка Бечу. Свечаном отварању присуствовало је више од 200 иностраних званица и више хиљада грађана. Прва редовна линија ка Нишу кренула је 3/15. септембра исте године.
Од пуштања у рад, станица је имала улогу и путничке и теретне станице, све до пресељења теретног саобраћаја 2016. године. Од 1980. до 2009. године, испред зграде је била изложена локомотива Плавог воза.

### Затварање станице и будућност зграде
У оквиру реализације пројекта Београд на води, донета је одлука о измештању главног железничког чвора у станицу Београд центар (Прокоп). Уз постепено преусмеравање линија, станица је коначно затворена за саобраћај 1. јула 2018. године, када је последњи воз испраћен за Будимпешту.
Након затварања, донета је одлука да се зграда, као заштићени споменик културе, адаптира и претвори у нови простор Историјског музеја Србије. Реконструкција је почела, а око зграде је формиран нови Савски трг са великим спомеником Стефану Немањи.

## Галерија
- Улаз 2015.
- Детаљи фасаде 2012.
- Станица током рада, 2008.
- Билетарница након затварања, 2019.
- Поглед на зграду и споменик Стефану Немањи, 2023.
- Зграда током реконструкције, 2024.